# Низголовье
Низголовье (Низголовское, бел. Нізгалаўе) — озеро в Белоруссии, находится на территории Бешенковичского района Витебской области в 20 км западнее районного центра.
Размеры озера — 1,15 на 0,57 км, по другим данным — 1,16 на 0,61 км. Длина береговой линии — 2,28 или 2,95 км. Площадь поверхности — 0,39 км², по другим данным 0,5 км². Площадь водосборного бассейна — 27,7 или 11,5 км². Объём озера — 0,97 млн м3. Глубина достигает 3,4 м, средняя глубина — 1,9 м.
Лежит между деревнями Низголово на севере, Скакуновщина на юго-западе и Двор-Низголово на юго-востоке. Озеро относится к рыболовным угодьям лещёво-щучье-плотвичного типа. Имеет овальную форму, вытянуто с северо-запада на юго-восток.Озёрная котловина имеет термокарстовое происхождение. Высота её склонов составляет 10-13 м. 
В Низголовье впадает несколько мелиорационных каналов. Сток осуществляется в реку Уллу через ручей, вытекающий из южной оконечности озера.